# Zona arqueológica El Espartal
La zona arqueológica de El Espartal es un yacimiento arqueológico en el municipio español de Valdemoro, en la Comunidad de Madrid.

## Ubicación
La zona objeto de estudios comprende la margen izquierda del arroyo de La Cañada y la' margen izquierda del río Jarama. En ambos casos corresponde a los escarpes desarrollados sobre los materiales terciarios originados por el encajonamiento de los cruces fluviales. La superficie, en general, es subhorizontal y se encuentra surcada por numerosos y profundos barrancos.
Los primeros indicios antrópicos en esta zona vienen reflejados por la existencia de útiles líticos en sílex y cuarcita en zona de hábitat temporal. Esta habitación se interrumpe en épocas posteriores, a tenor de los resultados obtenidos hasta la fecha, recuperándose durante el Calcolítico, la Edad del Bronce y la Edad del Hierro, con número muy elevado de yacimientos. De época calcolítica se conocen numerosos elementos materiales: puntas de flecha, cuchillos, lascas y láminas en sílex, cuarcita e incluso fibrolita, hallados bien en los denominados «fondos de cabaña», bien en estaciones con asentamientos de carácter temporal. Destaca la existencia de cerámica, realizada a mano, conocida bajo el nombre de «Ciempozuelos». También abundan los fondos de cabaña de la Edad del Bronce, junto con poblados que muestran una clara posición estratégica para el control del territorio circundante. Uno de estos fue excavado el siglo pasado, conociéndose por la bibliografía su existencia, así como la de algunas tumbas en fosa. La época romana se confirma con la existencia de una villa tardorromana o "Vicus", que se prolonga hasta épocas hispanovisigodas.

## Estatus patrimonial
El área fue declarada Bien de Interés Cultural, en la categoría de zona arqueológica, el 2 de marzo de 1995, mediante decreto publicado el 17 de abril de ese mismo año en el Boletín Oficial de la Comunidad de Madrid, con la rúbrica del presidente de la comunidad autónoma, Joaquín Leguina, y del consejero de Educación y Cultura, Jaime Lissavetzky.